# Marcelo Díaz
Marcelo Alfonso Díaz Rojas (født 30. december 1986) er en chilensk fodboldspiller, der spiller for Pumas UNAM i Mexico som midtbanespiller. Han har tidligere repræsenteret blandt andet Celta Vigo og Hamburger SV.
Før han kom til Hamburg i vinteren 2015, spillede Díaz i FC Basel, for hvem han fik sin debut i UEFA Champions Leagues anden kvalifikationsrunde i en 2-0 sejr over Flora Tallinn den 17. juli 2012. I den omvendte kamp scorede han sit første mål for FC Basel.